# Stadtwaldsee
Der Stadtwaldsee ist ein Baggersee am Bremer Stadtwald. Wegen seiner unmittelbaren Nähe zur Universität Bremen hat sich auch der umgangssprachliche Name Unisee etabliert.

## Lage
Der See befindet sich im Stadtteil Bremen Horn-Lehe, nördlich von Bürgerpark und Stadtwald, zwischen dem die Universität Bremen umgebenden Technologiepark Bremen im Osten und dem Autobahnzubringer und der Autobahn 27 im Norden. Er ist 28,2 Hektar groß und etwa 16,5 m tief.

## Nutzung

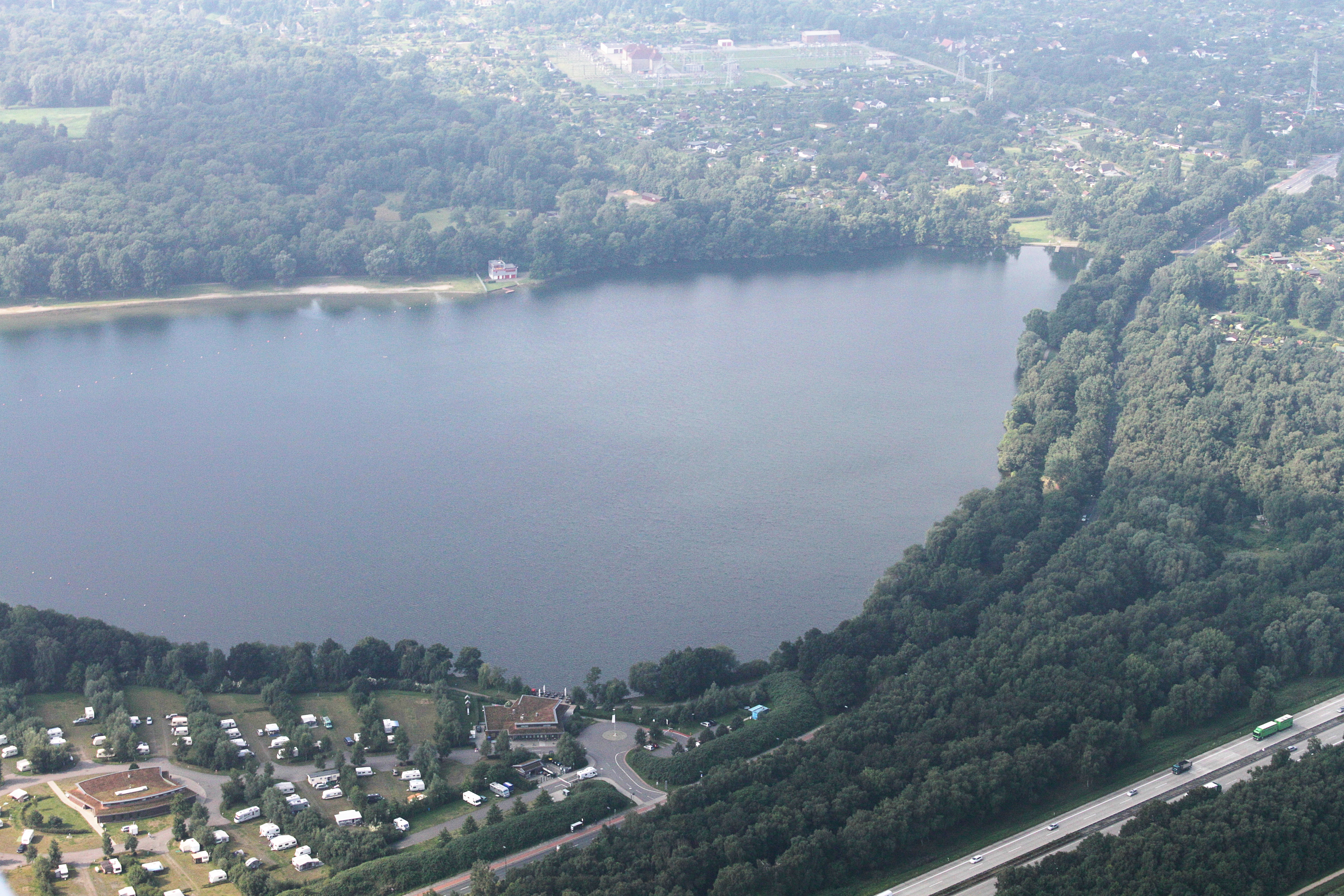
Luftaufnahme des Stadtwaldsees

Am nordöstlichen Ufer befindet sich die sogenannte Uni-Wildnis, ein Naturschutzgebiet, ein FKK-Strand und, etwas weiter westlich, der Campingplatz „HanseCamping Bremen“. Im Südosten, auf der der Uni zugewandten Seite, befinden sich Liegewiesen mit Sandstrand. Dort finden auch gelegentlich Konzerte und Freiluft-Veranstaltungen statt. Das westliche Ende wird derzeit von Surfern, Anglern und Tauchern genutzt. Eine geplante Wasserski-Anlage sorgte 2005 und 2007 für Streit zwischen einer Bürgerinitiative und einer Mehrheit im Beirat auf der einen und dem Senator für Inneres und Sport bzw. dem potentiellen Betreiber auf der anderen Seite.
Mehrfach planten Investoren gegen den Willen der Bevölkerung am nordöstlichen Bereich des Sees Hotel- oder Wellnessanlagen zu errichten.
Da es im Sommer des Öfteren zu Algenbildung kommt, muss der See gelegentlich zum Baden gesperrt werden.

## Geschichte
Entstanden sind der See und das Naturschutzgebiet durch Sandentnahme beim Ausbau der Autobahn A 27 und dem Bau der Universität.

## Erreichbarkeit
Die Haltestellen Wetterungsweg, Campingplatz und Stadtwaldsee der Buslinie 28 der Bremer Straßenbahn AG liegen in der Nähe des Nordwestufers.